# Tmuše
Tmuše (cyr. Тмуше) – wieś w Bośni i Hercegowinie, w Republice Serbskiej, w gminie Kalinovik. W 2013 roku liczyła 1 mieszkańca.